# 钠猪毛菜
钠猪毛菜（学名：Salsola nitraria）为苋科猪毛菜属的植物。分布于土耳其、巴基斯坦、伊朗、伊拉克、阿富汗以及中国大陆的新疆等地，生长于海拔200米至960米的地区，多生长于戈壁滩以及砂丘，目前尚未由人工引种栽培。